# August-Claas-Schule
Die August-Claas-Schule (amtliche Bezeichnung: August-Claas-Schule Städt. Ganztagshauptschule Harsewinkel Gem. Hauptschule – Sekundarstufe I -) war eine Hauptschule in Harsewinkel, die nach dem Gründer August Claas des örtlichen Landmaschinenherstellers Claas benannt war.

## Geschichte
Aus der ehemaligen Volksschule ist die Hauptschule in Harsewinkel entstanden. Die beiden Hauptschulen der Stadt, Hauptschule I und die Rincklakeschule, wurden 1991 zusammengefasst zur Städt. Gemeinschaftshauptschule Harsewinkel.
Im Jahr 2008 wurde vom Stadtrat beschlossen, diese Schule nach dem Landmaschinenhersteller August Claas zu benennen. Am 25. Oktober 2008 wurde die neue Mensa, die für den Ganztagsbetrieb angebaut wurde, feierlich eingeweiht. Gleichzeitig wurde die Umbenennung in die August-Claas-Schule mit einem Schulfest gefeiert.
Am 14. Dezember 2011 beschloss der Rat der Stadt Harsewinkel, die Schule wie auch die benachbarte Realschule aufzulösen und stattdessen eine Gesamtschule zu gründen. Hintergrund sind die dem allgemeinen Trend folgenden sinkenden Anmeldezahlen an der Hauptschule und der Wegfall der Hauptschulgarantie in der Landesverfassung. Die Gesamtschule Harsewinkel wurde zum Schuljahr 2012/2013 eingerichtet und in den Räumen der August-Claas-Schule und der Realschule untergebracht. An den bestehenden Schulen war keine Anmeldung mehr möglich, die bestehenden Klassen wurden aber noch bis zum Ende der Schulzeit fortgeführt. Solange existierten Haupt-, Real- und Gesamtschule nebeneinander. Die August-Claas-Schule wurde zum 31. Juli 2017 aufgelöst.

### Rektoren
- von der Gründung 1991 bis Juli 1995: Otto Schmitz, der zuvor die Hauptschule I leitete
- ab August 1995 bis Januar 2003: Heinrich de Byl
- seit Februar 2003 bis Juli 2017: Hermann Hecker

## Besonderheiten
Die August-Claas-Schule betrieb in einem ehemaligen Gartenmarkt eine Außenwerkstatt, welche von der Gesamtschule Harsewinkel übernommen wurde. Hier zeigen Handwerksmeister im Rentenalter den Schülern ihr jeweiliges Handwerk. So können sie ihren Berufswunsch festigen, was sich später positiv auf die Übergangsquote in eine Ausbildung auswirkt.
Eine Trainerin als sogenannter Übergangscoach half in den letzten Schuljahren bei der Suche nach einem Ausbildungsplatz und der Bewerbung und hielt auch in der ersten Zeit der Ausbildung den Kontakt.

## Auszeichnungen
Die Gemeinschaftshauptschule gewann den mit 3.500 Euro dotierten zweiten Landespreis des bundesweiten Hauptschulpreises 2007. Hintergrund war das Konzept zur Berufsorientierung, die Berufswahl-AG der Klassen 9 und 10 für bis zu 30 Schüler. Diese dürfen keine Fehlstunden haben und müssen einen Bewerbungsaufsatz verfassen. Die Übergangsquote in eine Ausbildung liegt derzeit bei etwa 60 % (Stand: Juni 2012).
Am 12. Juni 2012 wurde die Schule mit dem Jury-Preis des Deutschen Schulpreises 2012 ausgezeichnet.

### Weitere Auszeichnungen
- November 2011: 1. Platz Deichmann-Förderpreis.[4]
- 3. Platz Deutscher Lehrerpreis 2010.[5]
- Februar 2014: 1. Platz Erfahrung entdeckt Entdecker.[6]